# Растојца
Растојца (мкд. Растојца) су насеље у Северној Македонији, у југозападном делу државе. Растојца припадају општини Демир Хисар.

## Географија
Насеље Растојца је смештено у југозападном делу Северне Македоније. Од најближег већег града, Битоља, насеље је удаљено 50 km северозападно.
Растојца се налазе у североисточном делу области Демир Хисар. Насеље је положено у горњем делу тока Црне реке. Северно и источно од насеља изидже се Бушева планина. Надморска висина насеља је приближно 710 метара.
Клима у насељу је планинска због знатне надморске висине.

## Становништво
По попису становништва из 2002. године Растојца су имала 19 становника.
Претежно становништво у насељу су етнички Македонци (100%).
Већинска вероисповест у насељу је православље.